# 国务院血吸虫病防治工作领导小组
国务院血吸虫病防治工作领导小组，是已撤销的国务院议事协调机构，负责领导全国血吸虫病防治工作。

## 沿革
1986年，中共中央血吸虫病防治领导小组及其办公室撤销后，血防工作主要由中华人民共和国卫生部成立的卫生部地方病防治局全面负责，制定了《1987—1990年全国血吸虫病防治规划》。1987年由卫生部组织成立全国血吸虫病专家咨询委员会。由于对血防工作关注程度降低，且未能及早建立血吸虫病常规防治机制，导致1980年代后期血吸虫病疫情迅速回升，危及人民生命安全及经济社会稳定发展。1989年下半年，面对血吸虫病疫情严重回升的状况，中共中央总书记江泽民作出“前几年血吸虫病基本消灭，毛主席有送瘟神诗歌颂。近年来包括江南一带，似有复发之势。望研究，采取必要措施”的批示。国务院随即于同年主持召开湖南、湖北、江西、安徽、江苏湖区五省血防工作会议，成立湖区五省联合防治血吸虫病领导小组。此后，血吸虫病疫情多有反复，在党和政府强调血防工作重要性时，人员、经费、宣传教育都会有所保障；但当党和政府的关注减弱时，血防工作便懈怠，疫情回升。2001年后，血吸虫病疫情再度回升。
2004年2月10日，《国务院办公厅关于成立国务院血吸虫病防治工作领导小组的通知》（国办发〔2004〕16号）发出，成立国务院血吸虫病防治工作领导小组。血防工作实行“春查秋会”制度，国务院血吸虫病防治工作领导小组办公室（简称“血防办”）每年定期组织血防工作领导小组成员单位对流行区各省完成全国血防工作规划及开展防治工作情况进行检查；领导小组成员单位每年就本部门履行血防工作职责情况向血防工作领导小组作出报告。
2008年3月21日，《国务院关于议事协调机构设置的通知》（国发〔2008〕13号）发出，撤销国务院血吸虫病防治工作领导小组，工作由卫生部承担。

## 职责
- 负责研究制定全国血防工作方针、政策；
- 审定全国血吸虫病综合防治规划及专项规划；
- 召开年度工作会议，部署防治工作任务；
- 协调解决防治工作中的重大问题[3]。

## 组成人员
2004年《国务院办公厅关于成立国务院血吸虫病防治工作领导小组的通知》确定的组成人员是：
组长
- 吴仪（国务院副总理）

副组长
- 高强（卫生部常务副部长）
- 杜青林（农业部部长）
- 汪恕诚（水利部部长）
- 徐绍史（国务院副秘书长）

成员
- 李盛霖（发展改革委副主任）
- 赵沁平（教育部副部长）
- 李学勇（科技部副部长）
- 杨衍银（民政部副部长）
- 肖捷（财政部副部长）
- 陈雷（水利部副部长）
- 齐景发（农业部副部长）
- 王陇德（卫生部副部长）
- 胡占凡（广电总局副局长）
- 祝列克（林业局副局长）
- 汪永清（法制办副主任）
- 张桃林（江苏省副省长）
- 蒋作君（安徽省副省长）
- 胡振鹏（江西省副省长）
- 罗清泉（湖北省省长）
- 甘霖（湖南省副省长）
- 刘晓峰（四川省副省长）
- 吴晓青（云南省副省长）[3]

## 办事机构
国务院血吸虫病防治工作领导小组的办事机构是国务院血吸虫病防治工作领导小组办公室（简称血防办），设在卫生部。血防办承担血防工作领导小组的日常工作，组织拟定全国血防工作规划、计划和政策；督查落实各项防治工作任务。
主任
- 王陇德（2004年—2008年，卫生部副部长，兼任）[3]

副主任
- 齐小秋（2004年—2008年，卫生部疾病控制司司长）[5]
- 杨维中（？—2008年，中国疾病预防控制中心副主任）[6]